# Saldinia acuminata
Saldinia acuminata är en måreväxtart som beskrevs av Cornelis Eliza Bertus Bremekamp. Saldinia acuminata ingår i släktet Saldinia och familjen måreväxter.
Artens utbredningsområde är Madagaskar. Inga underarter finns listade i Catalogue of Life.